# Fruela I. Asturský
Fruela I. Asturský (722 - 14. ledna 768), zvaný Krutý, byl králem Asturie od roku 757 do své násilné smrti v roce 768. Byl nejstarším synem Alfonsa I. a přes matku vnukem Pelaya, zakladatele Asturie. Během své vlády pokračoval ve válce s Maury, která započala už za vlády jeho otce.
Během své vlády potlačil povstání Basků a Galicijců. Během těchto bojů se oženil s baskickou ženou z Álavy Muniou. Baskicko bylo po potlačení povstání ušetřeno, ale Galicii Fruela nechal vyplenit.  Během své vlády taky porazil córdobskou armádu vedenou Omarem, synem Abd al-Rahmana I. Omar samotný byl během bojů zabit. Dále bylo taky založen základ města Oviedo, když opat Máximo a jeho strýc Fromestano vystavili kostel na památku sv. Vincenca ze Zaragozy v roce 761.
Fruela osobně zavraždil svého bratra Vimarana, díky čemuž získal svou přezdívku Krutý. Obával se, že by ho bratrova popularita mohla připravit o trůn. Později na znamení pokání adoptoval Vimaranova syna Bermuda. To ho ale nezachránilo a šlechta rozzuřená Vimaranovou smrtí ho na oplátku zavraždila v Cangas de Onís. Na trůn nastoupil jeho bratranec Aurelius. Fruelův vlastní syn Alfonso se stal později stal taky králem. Fruela a jeho manželka Munia jsou pohřbeni v katedrále v Oviedu.